# Chiropsoides quadrigatus
Chiropsoides quadrigatus är en nässeldjursart som först beskrevs av Ernst Haeckel 1880.  Chiropsoides quadrigatus ingår i släktet Chiropsoides och familjen Chiropsalmidae. Inga underarter finns listade i Catalogue of Life.